# Interkosmos 7
Interkosmos 7 (Интеркосмос 7 em russo), também denominado de DS-U3-IK Nº 3, foi um satélite artificial soviético lançado em 30 de junho de 1972 por meio de um foguete Kosmos-2I a partir da base de Kapustin Yar.

## Características
O Interkosmos 7 foi o terceiro membro da série de satélites DS-U3-IK e foi dedicado ao estudo da magnetosfera e a atmosfera superior da Terra. Dando continuou as pesquisas do Interkosmos 1 e do Interkosmos 4, e os dados enviados foram correlacionados com os obtidos com o Prognoz 2.
O mesmo estava enquadrado dentro do programa de cooperação internacional Interkosmos entre a União Soviética e outros países. Os instrumentos de bordo, além dos construídos pela União Soviética, foram também fornecidos pela República Democrática Alemã e pela República Socialista da Tchecoslováquia.
Foi injetado em uma órbita inicial de 568 km de apogeu e 267 km de perigeu, com uma inclinação orbital de 48,4 graus e um período de 92,6 minutos. Reentrou na atmosfera em 5 de outubro de 1972.